# Pandoflabella brendana
Pandoflabella brendana är en fjärilsart som beskrevs av William Schaus 1925. Pandoflabella brendana ingår i släktet Pandoflabella och familjen mott. Inga underarter finns listade i Catalogue of Life.